# Alltid tillsammans
Alltid tillsammans är ett studioalbum från 1976 av det svenska dansbandet Thorleifs. På albumlistorna placerade det sig som högst på 5:e plats i Sverige och 9:e plats i Norge.

## Låtlista

### Sida A
1. "Vi ses ej mer"
2. "Dragracing"
3. "Vänd dig om (och tacka sommarnatten)"
4. "Maybe"
5. "Chapel of Love"
6. "Aquador"
7. "Låt mej vara" ("It's My Party")

### Sida B
1. "Steammachine Bump"
2. "Jag vet ej var jag har dig" ("I Love How You Love Me")
3. "Alltid tillsammans"
4. "Tårarna som bränns" ("Rain")
5. "Baby Boomerang"
6. "Jag vet" ("I Know)")
7. "Rockin' All Over the World"

## Listplaceringar
| Lista (1976-1977) | Topplacering |
| ----------------- | ------------ |
| Norge             | 9            |
| Sverige           | 5            |